# Ekologija medijev
Ekologija medijev oz. teorija medijske ekologije je preučevanje  medijev,  tehnologije in  komunikacije ter kako vsi ti vplivajo na okolje. Teoretični koncept je oblikoval Marshall McLuhan leta 1964, izraz medijska ekologija pa je prvi zapisal Neil Postman leta 1968.
McLuhan je predpostavil, da mediji vplivajo na napredovanje družbe in da lahko posamezna časovna obdobja in njihov razcvet kategoriziramo glede na specifično tehnologijo. Medijska ekologija razkriva, kako mediji vplivajo na človeško zaznavanje, razumevanje, čustvovanje in vrednote ter kako naša interakcija z mediji olajša ali ovira naše možnosti preživetja. Ekologija je študij okolij: strukture, vsebine in vpliva na ljudi. Okolje je kompleksen sistem sporočanja, ki ljudem narekuje določene načine razmišljanja, čustvovanja in obnašanja.
McLuhan in Quentin Fiore sta trdila, da je za vsako časovno obdobje značilen medij, ki ustreza prevladujočemu načinu sporočanja. Mediji razširijo človeške čute, komunikacijska tehnologija je glavni vzrok družbenih sprememb. McLuhan je znan po izreku "medij je sporočilo", kar pomeni, da je medij, izbran za posredovanje sporočila, enako pomemben (če ne bolj) kot vsebina, ki jo posreduje. 
Medijska ekologija proučuje "promet" med naravo in kulturo družbe.

## Ozadje

### Harold Innis
Harold Innis je navdihnil McLuhanovo delo. Innis je bil profesor politične ekonomije na  Univerzi v Torontu, kjer je proučeval vlogo komunikacijskih tehnologij v družbah in civilizacijah in bil tudi McLuhanov mentor. V delu The Bias of Communication je pregledal imperije z ozirom na njihovo uporabo zapisane besede in razvil predpostavko, da so komunikacijski mediji neposredno povezani s širjenjem znanja v družbi in zato sredstvo družbene moči. Ta koncept je označil kot "pristranskost komunikacije".

### Marshall McLuhan
Leta 1934 se je Marshall McLuhan na  Univerzi v Cambridgeu, kjer je študiral, seznanil s profesorjem I. A. Richardsom. Prevzel je Richardsov kritičen pogled, da angleške študije niso nič drugega kot študije procesa komuniciranja. Richards je verjel, da so skoraj vse verbalne konstrukcije zelo dvoumne in nejasne. To je napeljalo McLuhana k metaforičnim zvezam "globalna vas" in "medij je sporočilo". Uporabil je tudi ideje Williama Empsona. Ugotovil je, da če so besede dvoumne, je najbolje, da jih raziskujemo ne glede na njihovo vsebino, temveč glede na njihove učinke v danem kontekstu, in če so bili ti učinki pogosto podzavestni, lahko enako velja za druge človeške artefakte, kolo, tiskarsko stiskalnico, telegraf in televizijo. 
McLuhan je bil znana medijska osebnost svojega časa, odličen debater in javni govornik. Pojavljal se je v televizijskih oddajah, v revijah in imel celo stransko vlogo v filmu Annie Hall.

### Neil Postman
Po spodbudi McLuhana je Neil Postman leta 1971 ustanovil program Medijske ekologije na Univerzi v New Yorku. Po mnenju Postmana medijska ekologija poudarja okolja, v katerih komunicirajo in delujejo tehnologije. Osredotočil se je na medijsko tehnologijo, proces in strukturo, ne pa na vsebino in menil, da je moralna sodba primarna naloga medijske ekologije. Postmanov pristop k medijski ekologiji si postavlja tri vprašanja: Kakšne so moralne posledice medijskega posredovanja? So humanistične ali antihumanistične? Ali smo kot družba več pridobili ali več izgubili? 

### Severnoameriške in evropske različice
Izraz medijska ekologija ima v evropskem in severnoameriškem kontekstu različne pomene. Severnoameriška definicija se nanaša na interdisciplinarno področje medijske teorije in medijskega oblikovanja, ki vključuje študij medijskih okolij. Evropska različica medijske ekologije je poststrukturalistična materialistična raziskava medijskih sistemov kot kompleksnih dinamičnih sistemov. V Rusiji je podobno teorijo neodvisno razvil Jurij Roždestvenski. V več monografijah je predstavil sistematične spremembe, ki se odvijajo v družbi vsakič, ko se uvajajo novi komunikacijski mediji, in jih povezal z izzivi v politiki, filozofiji in izobraževanju. 
Teoretiki evropske različice medijske ekologije so Felix Guattari, Gregory Bateson in Manuel De Landa, Matthew Fuller in Jussi Parikka. Do severnoameriškega pojma so distancirani. Z medijsko ekologijo so se ukvarjali še Walter Ong, Lewis Mumford, Jacques Ellul, Eric Havelock, Susanne Langer, Erving Goffman, Edward T. Hall, George Herbert Mead, Margaret Mead, Claude Lévi-Strauss, Benjamin Lee Whorf in Gregory Bateson.

## Osnovni pojmi

### Predpostavke teorije
- Mediji so vključeni v vsako dejanje in delovanje v družbi.
- Mediji določajo naše dojemanje in organizirajo naše izkušnje.
- Mediji povezujejo svet.

Mediji združujejo ljudi v skupnost.

### McLuhanova medijska zgodovina
McLuhan našteva tri izume, ki so spremenili svet: fonetična abeceda, tisk in telegraf. Zaradi teh tehnologij je svet napredoval iz ene dobe v drugo. Zgodovino je razdelil na štiri obdobja: plemensko dobo, dobo pismenosti, dobo tiska in elektronsko dobo. Glede na načine komuniciranja v teh dobah (ustni, pisni, tiskani, elektronski način) vsak medij v možganih ustvari specifične vzorce komunikacije.
Kanadski fizik in McLuhanov sodelavec Robert K. Logan je nadgradil McLuhanovo medijsko zgodovino z dodatnima dvema dobama: 
- doba neverbalnega mimetičnega komuniciranja
- doba ustnega sporazumevanja
- doba pismenosti
- doba elektronskih množičnih medijev
- doba digitalnih interaktivnih medijev ali "novih medijev"

#### Plemenska doba
To je čas, ko je uho prevladujoči čutni organ. Čuti sluha, dotika, okusa in vonja so veliko bolj razviti kot sposobnost vizualizacije. Sluh je bil izjemno pomemben za lov. Možnost, da lahko vsi hkrati slišijo in poslušajo nekoga v skupini, je pomenilo poenotenje skupine in poglabljalo občutek skupnosti. V plemenski dobi je slišati pomenilo verjeti.

#### Doba pismenosti
V dobi pismenosti (abecede) je dominanten čutni organ oko. Pretvarjanje zvokov v vidna sporočila je radikalno spremenilo človekovo okolje. Besede niso bile več žive in enkratne in neponovljive, saj so jih lahko znova prebrali. Sluh ni bil več zanesljiv; verjeti je pomenilo videti. Čeprav so ljudje prebrali iste besede, je akt branja postal individualen akt vsakega posameznika. Ljudje v plemenu se niso bili več prisiljeni družiti, če so hoteli do informacij. Z branjem so ljudje pridobivali na samostojnosti.

#### Doba tiska
Tisk je omogočil neomejeno večkratno reproduciranje istega besedila. S tem je prišlo do novega vizualnega stresa: prenosne knjige. Ljudje so knjige jemali s sabo, lahko so brali v zasebnosti, izolirani od drugih. Za hranjenje knjig so bile ustanovljene knjižnice.

#### Elektronska doba
Elektronska doba je obdobje nenehnega takojšnjega komuniciranja. Začela se je s telegrafom, ki ga je izumil Samuel Morse, in nadaljevala z izumom telefona, mobilnega telefona, televizije, interneta, DVD-ja, video iger itd. Sposobnost instantne komunikacije je človeka vrnila k tradiciji zvoka in dotika namesto vida. Novi mediji so omogočili reagiranje na globalne teme enako hitro, kot to omogoča medosebna komunikacija v istem fizičnem prostoru, v isti vasi, od tod pojem globalna vas. Novi medij naj bi pri ljudeh povečal zavest in odgovornost za globalne teme.

### Medij je sporočilo
"Medij je sporočilo" je najbolj znan McLuhanov izrek in je eden od konceptov, ki ločuje severnoameriško teorijo od evropske. Namesto poudarjanja informacijske vsebine je McLuhan izpostavil pomen značilnosti medija, ki lahko vplivajo in celo odločajo o vsebini. Predpostavil je, da je medijski format tisti, ki vpliva na ljudi in družbo in jo spreminja. 
Tezo je podkrepil s trditvijo, da so tradicionalni mediji razširitev človeškega telesa, novi mediji pa so razširitev človeškega živčnega sistema. Novi mediji bodo spremenili ravnovesje med človeškimi čutnimi organi in vplivali na človeško psiho in družbo. Razširitev človeških čutov bo spremenila naše mišljenje in vedenje ter način zaznavanja sveta. McLuhan je verjel, da novi medij ne glede na konkretno vsebino, ki jo prenaša, povzroča družbeno preoblikovanje. 
Navajeni smo na predstavo, da je sporočilo ločeno od medija, McLuhan pa je dojemal sporočilo in medij kot eno in isto stvar. Občinstvo je običajno osredotočeno na vsebino in spregleda medij, pozablja, da vsebina ne more obstajati izven načina posredovanja. Za McLuhana mediji delujejo kot okolje, ker smo tako zliti z njimi. "Medij sam ima največji vpliv na človeške zadeve in ne specifična sporočila, ki jih pošiljamo ali prejmemo. Mediji nas oblikujejo, saj jih vedno znova vključujemo v svoja življenja, dokler ne postanejo del nas".
Različni mediji poudarjajo različna čutila in spodbujajo različne navade. Oblika medija in načina informiranja določa, kdo bo imel dostop do njih, koliko informacij bo posredovanih, kako hitro bodo posredovane, kako daleč bodo šle, in kar je najpomembneje, na kakšen način bodo prikazane. 

### Globalna vas
Marshall McLuhan je z besedno zvezo globalna vas opisal tezo, da ljudje ne morejo živeti v izolaciji, temveč so neprekinjeno povezani z  elektronskim medijem. Idejo globalne vasi je razvil v knjigi Gutenbergova galaksija, kjer je zapisal: "Kar je značilnost vasi, je od časa elektronskih medijev tudi značilnost globalne vasi". Oglaševalci in ljudje za odnose z javnostmi se najbolj zavedajo te temeljne nove razsežnosti globalne soodvisnosti. Tehnologija in še posebej elektronski mediji povzročajo, da postaja svet vse bolj medsebojno povezan na socialni, gospodarski, politični in kulturni ravni. Kar se zgodi v enem delu sveta, ima vpliv tudi na druge dele.
Danes je samoumevno, da internet omogoča preverjanje novic po vsem svetu, družbeni mediji pa povezujejo posameznike ne glede na lokacijo. Toda v McLuhanovem času se je globalna vas šele začela razvijati in to zaradi tehnologij, kot sta televizija in telefonski klici na dolge razdalje. Ta koncept je postal ena izmed najbolj plodnih idej, ki jih je prinesla medijska ekologija, in je spodbudila pomembne raziskave. Kritike tega koncepta skrbi, da bodo pri ustvarjanju resnično globalne vasice nekatere kulture izumrle zaradi večjih in dominantnih kultur. Ideja globalne vasi pomaga konceptualizirati globalizacijo v družbi. Vzpon medijske komunikacijske tehnologije je poenotil način, kako posamezniki po vsem svetu obdelujejo informacije. 

### Vroči: hladni mediji
McLuhan je medije razdelil na vroče in hladne. Vroči mediji se nanašajo na komunikacijo visoke ločljivosti, ki zahteva majhno udeležbo občinstva in se hkrati osredotoči na en senzorični organ. Te vrste medijev ne potrebujejo nobene razlage, ker vsebujejo vse informacije, potrebne za razumevanje. Primeri vročih medijev so radio, knjiga in predavanje. Hladni mediji zahtevajo aktivno udeležbo občinstva, ki zapolnjuje manjkajoče informacije z večsenzorno udeležbo. Primeri hladnih medijev so televizija, seminar in risanka.
McLuhan se je pogosto skliceval na tabelo, ki je visela v njegovem kabinetu na Univerzi v Torontu in je povzemala razlike med vročimi in hladnimi mediji glede na prednost očesa ali ušesa. Elektronska tehnologija je namreč podaljšek naših čutov, posebej vida in sluha.
- Oko: leva hemisfera (vroča) nadzoruje desno stran telesa; vizualno; ustno; analitično; matematično; linearno; podrobno; zaporedno; kontrolirano; intelektualno; kvantitativno; aktivno; zaporedno razvrščanje; govor.
- Uho: desna hemisfera (hladna) nadzoruje levo stran telesa: prostorsko; glasbeno; akustično; celostno; umetniško; simbolično; istočasno; čustveno; ustvarjalno; duhovno; kakovostno; sprejemljivo; sintetično; prepoznavanje obraza; simultano razumevanje; zaznavanje abstraktnih vzorcev.

### Zakoni medijev
Drug vidik medijske ekologije je Zakon o medijih, ki ga je razvil McLuhan skupaj s sinom Ericom, da bi še dodatno pojasnil vpliv tehnologije na družbo. Zakone medijske teorije je prikazal s tetrado s ciljem razvijanja sposobnosti ljudi za kritično razmišljanje in za pripravo na "socialni in fizični kaos", ki spremlja vsak tehnološki napredek ali razvoj. Učinki  medijev se pojavljajo hkrati in oblikujejo povratno zanko: tehnologija vpliva na družbo, ta pa vpliva na razvoj tehnologije. Štirje učinki medijev so:
- Izboljšava: Mediji, kot npr. telefon, lahko izboljšajo družbene interakcije, kar zmanjša potrebo po osebnih interakcijah.
- Zastarelost: Tehnološki napredek lahko povzroči, da postane prvotni medij zastarel, kot je npr. televizor nadomestil radio. To pa ne pomeni nujno, da starejši medij propade; radio npr. eksistira ob televiziji.
- Osvežitev: Kaj prinaša medij? Novi mediji lahko spodbudijo obnavljanje starejših oblik komunikacije. Internet je npr. osvežil družbene pogovore, ki jih je televizija zanemarila.
- Preobrat: Kaj bo medij preobrnil? Ko je medij preobremenjen zaradi lastne narave, potisnjen do mej svojega potenciala, neha biti funkcionalno uporaben in lahko povzroči preusmeritev na starejše medije.